# Wereldkampioenschappen bobsleeën 2012
De wereldkampioenschappen bobsleeën 2012 werden gehouden van 17 tot en met 26 februari op de Mount Van Hoevenberg Olympic Bobsled Run in Lake Placid, Verenigde Staten. Er stonden vier onderdelen op het programma. Tegelijkertijd werden de wereldkampioenschappen skeleton afgewerkt.

## Wedstrijdschema
Alle aangegeven tijdstippen zijn Eastern Standard Time en geven de starttijden aan van de eerste run van het desbetreffende onderdeel op die dag. Het verschil met Midden-Europese Tijd bedraagt zes uur.
| Discipline        | 17 februari        | 18 februari        | 19 februari        | 25 februari        | 26 februari        |
| ----------------- | ------------------ | ------------------ | ------------------ | ------------------ | ------------------ |
| Tweevrouwsbob     | run 1 en 2 (09:30) | run 3 en 4 (17:00) |                    |                    |                    |
| Tweemansbob       |                    | run 1 en 2 (09:00) | run 3 en 4 (09:00) |                    |                    |
| Landenwedstrijd * |                    |                    | Alle runs (13:30)  |                    |                    |
| Viermansbob       |                    |                    |                    | run 1 en 2 (09:00) | run 3 en 4 (09:20) |

* In de landenwedstrijd worden per team twee (2-mans)bobslee- en twee skeleton-runs afgedaald.

## Medailles
| Onderdeel       | Goud | Goud                                                                                   | Zilver | Zilver                                                                               | Brons | Brons                                                                                              |
| --------------- | ---- | -------------------------------------------------------------------------------------- | ------ | ------------------------------------------------------------------------------------ | ----- | -------------------------------------------------------------------------------------------------- |
| Tweemansbob     | USA  | Steven Holcomb Steven Langton                                                          | CAN    | Lyndon Rush Jesse Lumsden                                                            | GER   | Maximilian Arndt Kevin Kuske                                                                       |
| Viermansbob     | USA  | Steven Holcomb Justin Olsen Steven Langton Curtis Tomasevicz                           | GER    | Maximilian Arndt Alexander Roediger Kevin Kuske Martin Putze                         | GER   | Manuel Machata Marko Hübenbecker Andreas Bredau Christian Poser                                    |
|                 |      |                                                                                        |        |                                                                                      |       | |
| Tweevrouwsbob   | CAN  | Kaillie Humphries Jennifer Ciochetti                                                   | GER    | Sandra Kiriasis Petra Lammert                                                        | USA   | Elana Meyers Katie Eberling                                                                        |
|                 |      |                                                                                        |        |                                                                                      |       | |
| Landenwedstrijd | USA  | Matthew Antoine Elana Meyers Emily Azevedo Katie Uhlaender Steven Holcomb Justin Olsen | GER    | Frank Rommel Sandra Kiriasis Berit Wiacker Marion Thees Maximilian Arndt Steven Deja | CAN   | John Fairbarn Kaillie Humphries Emily Baadsvik Mellisa Hollingsworth Justin Kripps Timothy Randall |

### Medailleklassement
| Plaats | Land             | Goud | Zilver | Brons | Totaal |
| 1      | Verenigde Staten | 3    | 0      | 1     | 4      |
| 2      | Canada           | 1    | 1      | 1     | 3      |
| 3      | Duitsland        | 0    | 3      | 2     | 5      |
| Totaal | Totaal           | 4    | 4      | 4     | 12     |

## Uitslagen
| #      | Land   | Naam                                       | Tijd    |
| 4 runs | 4 runs | 4 runs                                     | 4 runs  |
| ------ | ------ | ------------------------------------------ | ------- |
| Goud   | USA    | Steven Holcomb Steven Langton              | 3.42,88 |
| Zilver | CAN    | Lyndon Rush Jesse Lumsden                  | + 0,46  |
| Brons  | GER    | Maximilian Arndt Kevin Kuske               | + 0,55  |
| 04     | GER    | Francesco Friedrich Marko Hübenbecker      | + 0,62  |
| 05     | SUI    | Beat Hefti Thomas Lamparter                | + 0,86  |
| 06     | USA    | John Napier Christopher Fogt               | + 1,24  |
| 07     | GER    | Manuel Machata Andreas Bredau              | + 1,40  |
| 08     | LAT    | Oskars Melbardis Daumants Dreiskens        | + 1,46  |
| 09     | USA    | Nick Cunningham Dallas Robinson            | + 1,47  |
| 10     | SUI    | Gregor Baumann Alex Baumann                | + 1,58  |
| 11     | NED    | Edwin van Calker Sybren Jansma             | + 1,61  |
| 12     | ROU    | Nicolae Istrate Florin Cezar Craciun       | + 2,14  |
| 13     | ITA    | Simone Bertazzo Francesco Costa            | + 2,33  |
| 14     | MON    | Patrice Servelle Lascelles Brown           | + 2,66  |
| 15     | LAT    | Edgars Maskalans Intars Dambis             | + 2,75  |
| 16     | RUS    | Aleksandr Kasjanov Maxim Beloegin          | + 3,45  |
| 17     | CAN    | Justin Krips Derek Plug                    | + 3,54  |
| 18     | CZE    | Jan Vrba Jan Stoklaska                     | + 3,87  |
| 19     | RUS    | Nikita Zarharov Maksim Melesjkin           | + 4,90  |
|        | GBR    | John James Jackson Bruce Tasker            | DNF     |
| 3 runs |        |                                            |         |
| 20     | AUS    | Heath Spence Duncan Harvey                 |         |
| 21     | SVK    | Milan Jagnesak Juraj Mokras                |         |
| 22     | LAT    | Ugis Zalims Raivis Broks                   |         |
| 23     | FRA    | Thibault Alexis Godefroy Alexandre Jolivet |         |
| 24     | LIE    | Michael Klingler Jonas Gantenbein          |         |
| 25     | SRB    | Vuk Radjenović Damjan Zlatnar              |         |
| 26     | KOR    | Kim Dong-hyun Seo Young-woo                |         |
|        | NED    | Ivo de Bruin Bror van der Zijde            | DQ      |
|        | RUS    | Aleksandr Zoebkov Dmitri Troenenkov        | DQ      |

| #      | Land   | Naam                                      | Tijd    |
| 4 runs | 4 runs | 4 runs                                    | 4 runs  |
| ------ | ------ | ----------------------------------------- | ------- |
| Goud   | CAN    | Kaillie Humphries Jennifer Ciochetti      | 3.48,57 |
| Zilver | GER    | Sandra Kiriasis Petra Lammert             | + 0,33  |
| Brons  | USA    | Elana Meyers Katie Eberling               | + 1,00  |
| 04     | GER    | Cathleen Martini Janine Tischer           | + 1,25  |
| 05     | CAN    | Helen Upperton Shelly-Ann Brown           | + 1,38  |
| 06     | SUI    | Fabienne Meyer Hanne Schenk               | + 1,69  |
| 07     | GBR    | Paula Walker Gillian Cooke                | + 2,03  |
| 08     | GER    | Anja Schneiderheinze Lisette Thöne        | + 2,30  |
| 09     | AUT    | Christine Hengster Inga Versen            | + 2,57  |
| 10     | USA    | Jazmine Fenlator Ingrid Marcum            | + 2,71  |
| 11     | RUS    | Olga Fjodorova Margarita Ismailova        | + 3,00  |
| 12     | USA    | Bree Schaaf Emily Azevedo                 | + 3,27  |
| 13     | RUS    | Anastasia Tambovtseva Ljoedmila Oedobkina | + 3,35  |
| 14     | RUS    | Victoria Tokovaja Aleksandra Pahmoetova   | + 4,71  |
| 15     | AUS    | Astrid Radjenovic Ebony Gorincu           | + 5,80  |
| 16     | BEL    | Elfje Willemsen Wendy Van Leuven          | + 5,93  |
| 17     | BEL    | Eva Willemarck An Vannieuwenhuyse         | + 9,07  |

| #                  | Land   | Naam                                                                      | Tijd        |
| 4 runs             | 4 runs | 4 runs                                                                    | 4 runs      |
| ------------------ | ------ | ------------------------------------------------------------------------- | ----------- |
| Goud               | USA    | Steven Holcomb Justin Olsen Steven Langton Curtis Tomasevicz              | 3.36,83     |
| Zilver             | GER    | Maximilian Arndt Alexander Roediger Kevin Kuske Martin Putze              | + 0,50      |
| Brons              | GER    | Manuel Machata Marko Hübenbecker Andreas Bredau Christian Poser           | + 0,80      |
| 04                 | NED    | Edwin van Calker Arno Klaasen Sybren Jansma Jeroen Piek                   | + 1,11      |
| 05                 | RUS    | Aleksandr Zoebkov Philipp Egorov Dmitri Troenenkov Maxim Mokrousov        | + 1,28      |
| 06                 | LAT    | Edgars Maskalans Daumants Dreiskens Ugis Zalims Intars Dambis             | + 1,37      |
| 07                 | CAN    | Lyndon Rush Jesse Lumsden Cody Sorensen Neville Wright                    | + 1,49      |
| 08                 | SUI    | Gregor Baumann Patrick Blöchliger Alex Baumann Jürg Egger                 | + 2,26      |
| 09                 | GER    | Francesco Friedrich Ronny Listner Michail Makarow Thomas Blaschek         | + 2,48      |
| 10                 | GBR    | John James Jackson Stuart Benson Bruce Tasker Joël Fearon                 | + 2,62      |
| 11                 | RUS    | Aleksandr Kasjanov Petr Moiseev Maxim Beloegin Nikolai Hrenkov            | + 2,66      |
| 11                 | RUS    | Nikita Zarharov Aleksej Negodaylo Ilvir Hoezin Joeri Selichov             | + 2,66      |
| 13                 | CZE    | Jan Vrba Vladimir Hladik Martin Bohman Jan Stoklaska                      | + 2,85      |
| 13                 | USA    | Nick Cunningham Jesse Beckom Johnny Quinn Dallas Robinson                 | + 2,85      |
| 15                 | ITA    | Simone Bertazzo Simone Fontana Gianluca Bruno Francesco Costa             | + 3,76      |
| 16                 | ROU    | Nicolae Istrate Emilian Peptea Bogdan Otava Florin Craciun                | + 4,08      |
| 17                 | KOR    | Won Yun-jong Kim Sik Kim Hong-bae Seo Young-woo                           | + 5,44      |
|                    | SVK    | Milan Jagnesak Martin Tesovic Robert Chorvat Juraj Mokras                 | DQ (run 4)  |
| overige deelnemers |        |                                                                           |             |
|                    | AUS    | Heath Spence Gareth Nichols Ben Lisson Lucas Mata                         | DNF (run 3) |
|                    | LAT    | Oskars Melbardis Helvijs Lūsis Arvis Vilkaste Janis Strenga               | DNS (run 3) |
|                    | USA    | John Napier Charles Berkeley Adam Clark Christopher Fogt                  | DQ (run 2)  |
|                    | CAN    | Justin Kripps Timothy Randall James McNaughton Derek Plug                 | DQ (run 1)  |
|                    | FRA    | Thibault Alexis Godefroy Jeremy Baillard Alexandre Jolivet Vincent Ricard | DNS (run 1) |

| #      | Land   | Naam                                                                                                   | Tijd    |
| 4 runs | 4 runs | 4 runs                                                                                                 | 4 runs  |
| ------ | ------ | --- | ------- |
| Goud   | USA    | Matthew Antoine Elana Meyers Emily Azevedo Katie Uhlaender Steven Holcomb Justin Olsen                 | 3.44,98 |
| Zilver | GER    | Frank Rommel Sandra Kiriasis Berit Wiacker Marion Thees Maximilian Arndt Steven Deja                   | + 0,73  |
| Brons  | CAN    | John Fairbarn Kaillie Humphries Emily Baadsvik Mellisa Hollingsworth Justin Kripps Timothy Randall     | + 1,30  |
| 04     | USA    | John Daly Jazmine Fenlator Ingrid Marcum Anne O‘Shea Nick Cunningham Dallas Robinson                   | + 1,50  |
| 05     | GER    | Alexander Kroeckel Cathleen Martini Christin Senkel Anja Huber Manuel Machata Michail Makarow          | + 1,83  |
| 06     | RUS    | Sergej Tsoedinov Anastasia Tambovtseva Natalia Kalasjnik Maria Orlova Aleksandr Kasjanov Joer Selikhov | + 2,45  |
| 07     | GBR    | Kristian Bromley Paula Walker Rebekah Wilson Shelley Rudman John James Jackson Stuart Benson           | + 2,58  |
| 08     | RUS    | Alexandr Tretjakov Olga Fjodorova Joelia Timofeeva Olga Potelitcina Aleksandr Zoebkov Maxim Mokrousov  | + 2,69  |
|        | CAN    | Eric Neilson Helen Upperton Marquise Brisebois Amy Gough Lyndon Rush ?                                 | DNS     |